# Лисри
Ли́сри (осет. Лисыри) — село в Алагирском районе Республики Северная Осетия-Алания. Входит в состав Зарамагского сельского поселения. Код Федеральной налоговой службы 1514.

## Географическое положение
Село расположено в Мамисонском ущелье, на левом берегу реки Мамисондон. Находится в 14 км к юго-западу от центра сельского поселения — Нижний Зарамаг, в 67 км к югу от районного центра Алагир и в 104 км от Владикавказа. 

## История
До середины XIX века Лисри являлся одним из наиболее крупных селений в Мамисонском ущелье. Затем большинство жителей села покинуло его и переселилось в предгорья. 
В 1920 году в селе числилось 120 дворов. В нём проживали фамилии — Дарчиевы, Моураовы, Сидаковы, Рамоновы, Добаевы и другие.

## Население
| 2002 | 2010 | 2021 |
| ---- | ---- | ---- |
| 0    | ↗1   | ↘0   |

## Достопримечательности
В селе сохранились зиккуратное святилище «Мидгау дзуар» и Храм Успения Пресвятой Богородицы, а также множество родовых башен. 

## Топографические карты
- Лист карты K-38-40 Верх. Згид. Масштаб: 1 : 100 000. Состояние местности на 1984 год. Издание 1988 г.